# Kuniko Kōda
Kuniko Kōda (行田 邦子 Kōda Kuniko?,  nacida el 8 de septiembre de 1965) es una política japonesa y miembro de la Cámara de Consejeros en la Dieta Nacional (legislatura nacional).

## Educación y primeros años
Nació en la ciudad de Tōno, prefectura de Iwate, el 8 de septiembre de 1965. Se graduó de la división de ciencias sociales de la Universidad Cristiana Internacional en 1989.

## Carrera
Trabajó por 18 años en el sector privado, incluyendo una agencia publicitaria y una compañía de licor. En 2003, se une al Partido Democrático de Japón (PDJ). Fue elegida para la Cámara de Consejeros de la Prefectura de Saitama por primera vez el 29 de julio de 2007. Ella y otros tres legisladores del PDJ dimitieron del partido en protesta de la decisión del entonces primer ministro Yoshihiko Noda para retomar la planta nuclear en Oi, en la Prefectura de Fukui en julio de 2012.